# (20826) 2000 UV13
2000 يو في 13 (ويعرف أيضًا باسم (20826) 2000 يو في 13 وفق تسمية الكوكب الصغير) (بالإنجليزية: 2000 UV13)‏ هو كويكب ضمن حزام الكويكبات؛ وترتيبه 20826 من حيث الاكتشاف.
اكتُشف هذا الجُرم الفلكي بواسطة BATTeRS ‏ في 21 أكتوبر 2000.

## وصلات خارجية
- (20826) 2000 UV13 في قاعدة بيانات مختبر الدفع النفاث لأجرام النظام الشمسي الصغيرة

- الاكتشاف · مخطط المدار ·  العناصر المدارية · المعلمات المادية

- (20826) 2000 UV13 على موقع ويكي سكاي: DSS2, SDSS, GALEX, IRAS, Hydrogen α, X-Ray, Astrophoto, Sky Map, Articles and images